# Agent Elvis
 (mars 2023).
Agent Elvis est une série d'animation américaine créée par John Eddie et Priscilla Presley.
Elle est disponible sur Netflix depuis le 17 mars 2023.

## Synopsis
Dans un univers parallèle, Elvis Presley alias le "King", mène une double vie: La journée il se produit sur scène et la nuit il quitte son "Jumpsuit" blanc pour se revêtir d'un jet propulseur quand il travaille comme espion pour un gouvernement secret qui a pour rôle principal de protéger les Etats-Unis de toutes les différentes formes de menaces.

## Distribution

### Voix originales
Sauf indication contraire, les informations mentionnées dans cette section peuvent être confirmées par la base de données cinématographiques IMDb,  présente dans la section « Liens externes ».
- Matthew McConaughey[2] : Elvis Presley
- Kaitlin Olson : CeCe Ryder
- Priscilla Beaulieu-Presley[3] : elle-même
- Don Cheadle : le commandant
- Johnny Knoxville : Bobby Ray
- Niecy Nash : Bertie
- Tom Kenny : Scatter
- Tara Strong : Cléopâtre
- Asif Ali : Doyle
- Jason Mantzoukas : Howard Hughes
- Ed Helms : Robert Goulet
- Chris Elliott : Timothy Leary
- Dee Bradley Baker : Stanley Kubrick
- Christina Hendricks : Roxanne Ryder
- Gary Coyle : Richard Nixon
- Fred Armisen : Charles Manson
- Simon Pegg : Paul McCartney
- Tony Cavalero : Flyboy
- Ego Nwodim : Zara
- Baz Luhrmann : le réalisateur
- Kieran Culkin : Gabriel Wolf
- George Clinton : lui-même
- Gary Anthony Williams : Redd Foxx, Sammy Davis, Jr. et voix additionnelles
- Jim Meskimen
- Carlos Alazraqui
- Cree Summer

### Voix françaises
- Bruno Choël : Elvis Presley
- Laura Blanc : CeCe Ryder
- Valérie Siclay : Priscilla Presley
- Thierry Desroses : le commandant
- Emmanuel Curtil : Bobby Ray
- Maïk Darah : Bertie
- Christophe Lemoine : Howard Hughes et le Elvis juif
- Gauthier Battoue : Flyboy
- Jérémy Bardeau : Doyle
- Jean-Philippe Puymartin : le réalisateur
- Arthur Pestel : Doug et voix additionnelles
- Laura Zichy : Zara
- Gabriel Le Doze : Richard Nixon
- Jean-Claude Donda : Stanley Kubrick
- Françoise Cadol : Jane
- Damien Ferrette : Timothy Leary
- Bernard Lanneau : Robert Goulet
- Cyrille Artaux : Charles Manson
- Daniel Lafourcade : George Lucas
- Guillaume Lebon : Paul McCartney
- Daniel Lobé : le Elvis noir
- Philippe Vincent : Kurt Russell
- Esteban Oertli : Gabriel Wolf enfant
- Adrien Antoine : Gabriel Wolf adulte
- Frédéric Souterelle : le Père Wolf
- Voix additionnelles : Constantin Pappas, Grégory Lerigab, Amandine Hauguel, Stevie Tomi, Leslie Marchand, Michel Vigné, Emmanuel Garijo, Vincent Ropion, Donald Reignoux

## Épisodes
1. Pur et dur (Full Tilt)
2. F*ck you, Vegas
3. Mardi, c'est cocaïne (Cocaine Tuesdays)
4. Virtualité réelle (Total Mind F*ck)
5. Densité maximale (Maximum Density)
6. Merci maman (Pookie-Bear)
7. Thé à la menthe (Maghrebi Mint)
8. Planant (Head Soup)
9. Roman d'amour (Swollen Desire)
10. Singe de l'espace (Godspeed, Drunk Monkey)

## Diffusion
La série est disponible sur Netflix depuis le 17 mars 2023.